# Mādhogarh (ort i Indien, Uttar Pradesh)
Mādhogarh är en ort i Indien.   Den ligger i distriktet Jālaun och delstaten Uttar Pradesh, i den centrala delen av landet, 300 km sydost om huvudstaden New Delhi. Mādhogarh ligger 149 meter över havet och antalet invånare är 10 530.
Terrängen runt Mādhogarh är mycket platt. Runt Mādhogarh är det tätbefolkat, med 369 invånare per kvadratkilometer. Närmaste större samhälle är Rāmpura, 8,3 km norr om Mādhogarh. Trakten runt Mādhogarh består till största delen av jordbruksmark.